# 仲跻权
仲跻权（1948年9月—），男，汉族，辽宁辽阳人，中华人民共和国政治人物，曾任辽宁省人大常委会副主任，第十届全国人大代表，第十二届辽宁省人大代表（因涉辽宁拉票贿选案被终止代表资格）。